# Middlesbrough Football Club
El Middlesbrough Football Club és un club de futbol d'Anglaterra, de la ciutat de Middlesbrough, al comtat de North Yorkshire. Va ser fundat el 1876 i actualment juga a la Football League Championship, la segona divisió anglesa.

## Història
El Middlesbrough FC va ser fundat en 1876 per membres del Middlesbrough Cricket. L'equip també és conegut en Anglaterra amb el nom de The Boro.
Els jugadors de l'equip de Middlesbrough Cricket va formar el club de futbol originalment per a romandre en bona forma durant l'hivern. Van guanyar la FA Amateur Cup 1895 i novament en 1898. El club es va tornar professional en 1889, però es va declarar altra vegada "Amateur" en 1892. Regressant a ser professional permanentment en 1899. Després de tres temporades, ells van guanyar la promoció a la primera divisió, on romandrien pels pròxims 22 anys.
En 1903 el club es va traslladar a l'estadi d'Ayresome Park, la seua llar pels següents 92 anys. En 1905 el club va pagar £1000 pel traspàs del jugador Alf Common des de Sunderland (per a aqueix temps un rècord en el futbol anglès).
Durant els següents anys, va créixer notablement, arribant al sisè lloc en 1907-08. El club va arribar la millor posició de la seua història a l'acabar tercer en la temporada 1913-14. El futur era brillant però va arribar la Primera Guerra Mundial i el futbol va ser suspès.
Abans que el futbol competitiu retornara, el Boro va guanyar la Northern Victory League, però l'equip no podia mantenir la seua forma anterior i va acabar la temporada 1919-20 a la meitat de taula. Es va mantenir en la primera divisió fins que en la temporada 1923-24, va descendir després d'acabar en el fons, deu punts per darrere dels seus rivals més propers.
Tres temporades més endavant, ells van guanyar el títol de la segona divisió. Durant eixa temporada, el davanter George Camsell provinent de l'equip no professional Durham City, va fer el seu debut després d'haver signat. Camsell va acabar la temporada amb 59 gols, que van incloure nou hat-tricks. Va ser un rècord per a la lliga anglesa sent només superat en la pròxima temporada pel jugador Dixie Dean de l'Everton FC, qui va marcar 60 gols (un rècord que es manté fins a l'actualitat). Camsell continuaria sent el major golejador del club per les pròximes deu temporades.
El Middlesbrough sol es va quedar en la primera divisió per una temporada i va descendir. L'equip va ascendir una vegada més en la temporada 1928-29 després de guanyar altre títol de la segona divisió. El Boro llavors romandria en la primera divisió fins a 1954.
La dècada anterior a la Segona Guerra Mundial, el club va veure el sorgiment de dos de les seues grans llegendes, Wilf Mannion i George Hardwick. Qui són commemorats amb unes estàtues fora del Riverside Stadium.
El centrecampista Wilf Mannion va fer el seu debut el 17 de setembre de 1936 amb 18 anys. Ell va jugar per al Boro fins a 1954, marcant 110 gols en 368 partits. També va vestir la samarreta de la selecció Anglesa en 26 ocasions. Va marcar un hat-trick en el seu debut amb aquesta, sumant un total d'11 gols per a Anglaterra.
George Hardwick jugà com defensor per l'esquerra per a Middlesbrough. I també va ser membre de la selecció anglesa, jugant-hi 12 partits.
Hardwick fou el primer capità de la selecció Anglesa després de la Segona Guerra Mundial, a més de ser el capità de l'equip de Gran Bretanya (l'única vegada que les nacions de Gran Bretanya es van unir per a formar un equip).
Els afeccionats del Middlesbrough li tenen un gran respecte i afecte, i és considerat com el defensor més gran de la història del club.
Mannion, Hardwick i Camsell van formar part d'uns dels millors equips de Middlesbrough. I l'equip va acabar la temporada 1938-39 en la quarta plaça. Semblava que el Boro disputaria el títol la següent temporada, però una vegada més la guerra va intervenir i quan va començar la Segona Guerra Mundial, el futbol va ser suspès.
Després de la guerra, el club no va poder recuperar la seua millor forma i caminava per meitat de taula i quedava primerencament fora de la Copa Anglesa. L'equip va començar una dolenta etapa i va descendir a la segona divisió per fi de la temporada 1953-54. Aquest va ser el començament d'un període de 20 anys fora de la primera divisió, però també va veure l'aparició d'un dels millors davanters en la història del club, que en els anys següents va continuar la seua carrera com a entrenador; és una de les mítiques llegendes del futbol anglès. Es va dir Brian Clough i va marcar 204 gols en 222 partits per al Boro, abans de passar al club rival de Sunderland.
Durant aquest període, el Boro va tenir un progrés notable en la segona divisió però mai va ser un competidor seriós per a la promoció. Després d'acabar en el quart lloc al final de la temporada 1962-63, va començar un declivi que va concloure amb el descens a la tercera divisió per primera vegada en la seua història al final de la temporada 1965-66.
En l'estiu de 1966, l'Ayresome Park va ser amfitrió de tres partits del Mundial d'Anglaterra '66. Es van disputar les següents trobades: Corea del Nord contra Rússia, Corea del Nord contra Xile, i la famosa victòria de Corea del Nord sobre Itàlia.
Stan Anderson va ser nomenat com el nou entrenador del Middlesbrough i un dels primers traspassos sota el seu comandament es va tornar una llegenda del Boro. Van comprar a John Hickton provinent del Sheffield Wednesday i va començar jugant com defensor per esquerra. No obstant això, la sequera golejadora de l'equip va dur que ell ocupe la posició de davanter amb resultats espectaculars. Hickton va marcar 21 gols en 52 partits, i va sumar en total 185 gols en 458 partits per al Middlesbrough.
El Boro va tornar a la segona divisió en el seu primer intent. I en la segona divisió sota el comandament de Stan Anderson, el club no baixaria de la novena posició durant les següents vuit temporades.
A pesar que la promoció a la primera divisió va ser evasiva, Anderson va deixar la seua marca en el club contractant a alguns dels millors jugadors dels anys 70 com John Craggs, Graeme Souness, Stuart Boam, Willie Maddren, David Mills, Jim Platt i David Armstrong.
S'havia format un gran equip però Anderson es va acomiadar del Boro després d'una sorpresiva derrota davant el Plymouth Argyle en la FA Cup de 1973.
El Middlesbrough va nomenar com nou entrenador a Jack Charlton. Un dels campions del Mundial '66 amb Anglaterra. "Big Jack", que s'havia retirat com a jugador amb Leeds United, va anunciar que ell romandria tot just quatre temporades.
Charlton va contractar a Bobby Murdoch del Glasgow Celtic i ell va ser el tros que faltava en el trencaclosques. El Boro es consagrà campió de la lliga el 23 de març, acabant amb 65 punts (un rècord de la lliga).
En la Primera divisió, el Middlesbrough va continuar amb el seu bon moment i va acabar la temporada en la setena posició. A una sola posició de classificar a la Copa UEFA.
A l'any següent, el Middlesbrough va guanyar la Copa Anglo-Escocesa inaugural quan van batre al Fulham en el final. En la lliga va acabar tretzè, però va anar la derrota davant el Manchester City en la semifinal de la Copa de La Lliga el resultat més decebedor de l'època de Jack Charlton en el Boro. La temporada següent, l'equip va acabar dotzè i complint la seua paraula quan va assumir, Jack Charlton va renunciar després de quatre temporades en el club.
John Neal va ser l'home triat per a substituir a Charlton. Ell havia dut a l'equip gal·lès Wrexham als quarts de final de la Recopa d'Europa durant la temporada anterior.
En la seua primera temporada amb el Boro (1977-78), Neal amb prou feines abastà la catorzena posició en la lliga. I en la FA Cup van ser eliminats en els quarts de final sent una gran decepció. Ja que eren favorits davant el Leyton Orient de la segona divisió però només van empatar 0-0 a casa. I en el replay, el Leyton Orient triomfa per 2-1.
La següent temporada l'equip del Boro va fer vibrar als seus afeccionats amb el seu estil de joc ofensiu que va incloure un triomf 7-2 contra el Chelsea, però va acabar en la vintena posició.
Després de 128 anys en els quals li van tocar més tristeses que alegries, el Boro va omplir d'eufòria als seus seguidors al conquistar la Copa de la Lliga, el primer i fins ací únic títol de la seua història. En la final va derrotar el Bolton Wanderers per 2 a 1 en el Millennium Stadium de Cardiff.
El 10 de maig de 2006, es va enfrontar al Sevilla FC en la final de la Copa de la UEFA, en la qual va perdre per 0-4
La temporada 2008/2009, acabe dinovè, que va produir que va acabar baixant a Segona Divisió. La temporada 2014/15 va estar molt a prop de tornar a la Premier League però va perdre en la Final dels Play Off's de la Football League Championship davant del Norwich City, una temporada després es va treure l'espina, el Dissabte 7 de maig de 2016 va tornar a la màxima categoria del futbol anglès, després de 7 temporades, al empatar en l'última jornada amb el Brighton & Hove Albion. Va acabar segon per diferència de gols, just superant al Brighton. Però just la temporada següent, la sort no estava del seu costat, ja que va descendir a segona divisió quedant dinovè en la classificació emportant-se una il·lusió que només va durar un any.

## Estadi
Altres estadis del club: The Archery Ground, Breckon Hill, Swatters Carr Field, Paradise Ground, The Linthorpe Road Ground i l'Ayresome Park.

## Entrenadors
Entrenadors del Midllesbrough Football Club d'ençà que és un club professional en 1899.
| Nom             | País       | Des de | Fins |
| --------------- | ---------- | ------ | ---- |
| John Robson     | Anglaterra | 1899   | 1905 |
| Alex Mackie     | Escòcia    | 1905   | 1906 |
| Andy Aitken     | Escòcia    | 1906   | 1909 |
| John Gunter     | Anglaterra | 1909   | 1910 |
| Andy Walker     | Escòcia    | 1910   | 1911 |
| Tom McIntosh    | Anglaterra | 1911   | 1919 |
| Jimmy Howie     | Escòcia    | 1920   | 1923 |
| Herbert Bamlett | Anglaterra | 1923   | 1926 |
| Peter McWilliam | Escòcia    | 1927   | 1934 |
| Wilf Gillow     | Anglaterra | 1934   | 1944 |
| David Jack      | Anglaterra | 1944   | 1952 |
| Walter Rowley   | Anglaterra | 1952   | 1954 |
| Bob Dennison    | Anglaterra | 1954   | 1963 |
| Raich Carter    | Anglaterra | 1963   | 1966 |

| Nombre                          | País       | Desde | Hasta   |
| ------------------------------- | ---------- | ----- | ------- |
| Stan Anderson                   | Anglaterra | 1966  | 1973    |
| Jack Charlton                   | Anglaterra | 1973  | 1977    |
| John Neal                       | Anglaterra | 1977  | 1981    |
| Bobby Murdoch                   | Escòcia    | 1981  | 1982    |
| Malcolm Allison                 | Anglaterra | 1982  | 1984    |
| Jack Charlton                   | Anglaterra | 1984  | 1984    |
| Willie Maddren                  | Anglaterra | 1984  | 1986    |
| Bruce Rioch                     | Escòcia    | 1986  | 1990    |
| Colin Todd                      | Anglaterra | 1990  | 1991    |
| Lennie Lawrence                 | Anglaterra | 1991  | 1994    |
| Bryan Robson                    | Anglaterra | 1994  | 2001    |
| Bryan Robson con Terry Venables | Anglaterra | 2000  | 2001    |
| Steve McClaren                  | Anglaterra | 2001  | 2006    |
| Gareth Southgate                | Anglaterra | 2006  | 2009    |
| Gordon Strachan                 | Escòcia    | 2009  | present |

## Palmarès

### Tornejos nacionals
- Copa de la lliga (1): 2003-04